# Sistema Europeu de Transferència de Crèdits
El Sistema Europeu de Transferència de Crèdits, conegut amb el nom curt anglès ECTS (sigles d'European Credit Transfer System), és el mecanisme dissenyat per facilitar que els estudiants es puguin desplaçar entre països i que tinguin reconeguts els títols acadèmics i els períodes d'estudis a l'estranger, dins de l'Espai Europeu d'Ensenyament Superior (EEES) que reuneix 48 països. És un sistema de puntuació estandarditzada que permet comparar els resultats obtingut a altres instituts superiors de l'espai i que augmenta la flexibilitat per triar o canviar d'universitat. És un resultat del Procés de Bolonya decidit el 1999.
Un crèdit inclou el temps dedicat a les classes lectives, hores d'estudi, tutories, seminaris, treballs, pràctiques o projectes, així com les exigides per la preparació i realització d'exàmens i avaluacions. Generalment, un any d'estudis complet té una durada de 60 crèdits i segons la situació entre 1.500 i 1.800 hores, i un grau representa 180 o 240 crèdits (3 o 4 anys). En qualsevol titulació un treball de fi de grau (de 6 a 30 crèdits) és obligatori. Algunes titulacions demanen, de manera obligatòria o optativa, pràctiques externes en empreses o institucions. Aquestes pràctiques poden ser d'un màxim de 60 crèdits.